# August Broda
August Broda (* 8. August 1867 in Groß Schiemanen bei Ortelsburg; † 14. August 1932 in Gelsenkirchen) war ein baptistischer Geistlicher, der neben seinem langjährigen Dienst in der Gelsenkirchener Baptistengemeinde (heute: Evangelisch-Freikirchliche Gemeinde an der Blumendelle) auch als Gemeindegründer im Bereich des nördlichen Ruhrgebiets bekannt geworden ist. Darüber hinaus wirkte Broda in verschiedenen Leitungsgremien seiner Freikirche, so unter anderem im Aufsichtsgremium des Theologischen Seminars Hamburg-Horn (heute: Wustermark-Elstal).

## Leben
August Broda entstammte einer masurischen Familie. Nach dem frühen Tod des Vaters zog die Mutter mit dem zehnjährigen August und dessen älterem Bruder nach Westfalen, wohl in der Hoffnung, im wirtschaftlich aufstrebenden Ruhrgebiet einen Lebensunterhalt zu finden. Nach der Volksschulzeit trat August Broda als Vierzehnjähriger eine Bergmannslehre auf der Zeche Zollverein in Essen-Katernberg an, die er auch nach dreijähriger Lehrzeit absolvierte. Durch die Verkündigung des Bochumer Baptistenpredigers Röth traf Broda 1886 die Entscheidung für den christlichen Glauben. Am 20. Februar 1887 wurde er in Bochum getauft, schloss sich aber kurze Zeit später der Baptistengemeinde Gelsenkirchen an, die damals noch den Status einer Filialgemeinde besaß. Die Gemeindeverantwortlichen erkannten Brodas Begabungen und empfahlen ihn zum Theologiestudium an das baptistische Predigerseminar in Hamburg. Bei seinem Studienantritt fand der Seminarunterricht noch in den Räumen der alten Baptistenkapelle in der Böhmkenstraße statt. Durch eine Spende des US-amerikanischen Millionärs John Rockefeller konnte ein Seminarneubau im Hamburger Stadtteil Horn in Angriff genommen werden, der zum Beginn des Wintersemesters 1888 eingeweiht wurde. Dort absolvierte Broda seine Predigerausbildung im Jahr 1893.
Noch im selben Jahr berief ihn seine Heimatgemeinde, die inzwischen selbständig geworden war, zum ersten Pastor ihrer jungen Geschichte. Ein Jahr zuvor hatte die Gemeinde ihr erstes Kirchengebäude mit 400 Sitzplätzen und angrenzenden Wohnungen für den Kastellan und den Pastor errichtet. Die Wirkung der evangelistischen Verkündigung Brodas machte es notwendig, nur sieben Jahre später eine neue Kirche mit 1000 Sitzplätzen zu erbauen. Aber nicht nur in Gelsenkirchen-Schalke wuchs die Gemeinde, auch in anderen Gelsenkirchener Stadtteilen und in den umliegenden Städten kam es zur Gründung von Zweiggemeinden und sogenannten Sonntagsschulen. Insgesamt taufte Broda in den 36 Jahren seiner Amtszeit 1663 Personen.
Neben Predigt und Seelsorge widmete sich August Broda auch der sozialdiakonischen Arbeit. Ein besonderes Anliegen war es ihm, den Bildungsstand masurischer Zuwanderer, denen er sich aufgrund seiner Herkunft verbunden fühlte, zu heben und umfassende Hilfestellung bei deren Integration zu leisten.  Broda gilt auch als Mitinitiator des Evangelisch-Freikirchlichen Diakoniewerkes Pilgerheim Weltersbach in Leichlingen (Rheinland).
Viele Jahre war Broda auch in den Leitungsgremien des deutschen Baptistenbundes und der  baptistischen Vereinigung Westfalen (heute Landesverband Evangelisch-Freikirchlicher Gemeinden in Westfalen) tätig. Aufgrund seiner prägenden Persönlichkeit wurde er innerhalb seiner Freikirche auch scherzeshalber der [baptistische] Bischof von Rheinland-Westfalen genannt.
1929 ging August Broda in den Ruhestand. Drei Jahre später verstarb er und wurde am 17. August 1932 auf dem Baptistischen Friedhof Gelsenkirchen, dessen Anlage auf ihn zurückgeht,  beigesetzt. Bei den Beisetzungsfeierlichkeiten waren 2000 Personen anwesend. Der Gedenkstein des Ehrengrabes trug ursprünglich die Inschrift: Gott ist nicht ungerecht, dass er vergesse deines Werks und der Arbeit der Liebe, die du erzeigt hast an seinem Namen, da du den Heiligen dientest. (Hebräer 6,10). Heute findet sich hier die Inschrift: 1893 - 1929. Ich will den Kelch des Heils nehmen und des Herrn Namen predigen. Psalm 116,13.
August Broda war in erster Ehe mit Hedwig Broda, geb. Schröder verheiratet.  Aus dieser Ehe gingen sieben Kinder hervor, von denen das älteste bereits im Kindesalter starb. Einige Jahre nach dem Tod seiner Ehefrau Hedwig (1926) heiratete Er mma Miermeister, die langjährige Gemeindeschwester seiner Kirchengemeinde.

## Schriftlicher Nachlass
Im Archiv der Evangelisch-Freikirchlichen Gemeinde Gelsenkirchen befindet sich u. a. eine Predigtsammlung mit circa 600 Predigten, Hochzeits- und Traueransprachen, die August Broda während seiner Dienstzeit gehalten hat. Außerdem befindet sich dort Brodas ausführliches Glaubensbekenntnis, das er wahrscheinlich anlässlich seiner Ordination zum Baptistenprediger verfasst hat.